# Volodimir Levin
Volodimir Levin (Arcangelo, 23 gennaio 1984) è un ex calciatore azero, nato in Russia, di ruolo difensore.

## Carriera

### Nazionale
Esordisce il 27 agosto 2008 contro l'Iran (1-0).

## Palmarès

### Club

#### Competizioni nazionali
- Campionato azero: 2

Inter Baku: 2007-2008, 2009-2010

#### Competizioni internazionali
- Coppa dei Campioni della CSI: 1

Inter Baku: 2011